# Paretaxalus
Paretaxalus – rodzaj chrząszczy z rodziny kózkowatych i podrodziny zgrzypikowych. 

## Zasięg występowania
Przedstawiciele tego rodzaju występują na Borneo.

## Systematyka
Do Paretaxalus należą 2 gatunki:
- Paretaxalus mucronatus
- Paretaxalus sandacanus